# Antoine René de Voyer de Paulmy d’Argenson

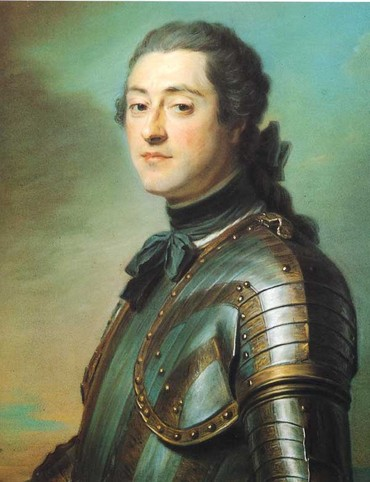
Antoine René de Voyer de Paulmy d’Argenson (Maurice Quentin de La Tour)

Antoine René de Voyer de Paulmy d’Argenson (* 12. November 1722 in Valenciennes; † 13. August 1787 in Paris) war ein französischer Diplomat, Staatsminister, Bibliophiler und Romanist.

## Leben und Werk
Antoine René de Voyer, marquis de Paulmy d’Argenson (auch: Marc Antoine René de Voyer de Paulmy d’Argenson), meist Marquis de Paulmy genannt, war der Sohn von René Louis d’Argenson und der Neffe von Marc-Pierre d’Argenson. Er war französischer Botschafter in der Schweiz (1748–1751), Kriegsstaatssekretär (1751–1757), Kriegsminister (1757–1758), Botschafter in Polen (1759–1765) und in Venedig (1767–1768), dann Staatsminister im Ruhestand.
Paulmy war ein leidenschaftlicher Bibliophiler. Er sammelte mehr als 50 000 kostbare Bücher und verwandelte das Arsenal in Paris, wo er wohnte, in eine der bedeutendsten Bibliotheken Frankreichs (Bibliothek des Arsenals), einer Zweigbibliothek der Französischen Nationalbibliothek dar. Sein Bestand an Veröffentlichungen aus dem deutschen Raum wurde durch die Straßburger Verlagsbuchhandlung Bauer, Treuttel & Würtz geliefert. Als Privatgelehrter füllte er die Bücher mit zahlreichen gelehrten Anmerkungen und umgab sich mit einer Schar von Mitarbeitern (darunter Louis-Élisabeth de la Vergne de Tressan, Pierre Jean-Baptiste Legrand d’Aussy, Charles-Joseph Mayer und André-Guillaume Contant d’Orville), die unter seiner Leitung die Bibliothèque universelle des romans in 112 Bänden (Paris 1777–1789), sowie die Mélanges tirés d’une grande bibliothèque in 69 Bänden (1779–1787) herausgaben und für die Mediävistik und die Literaturgeschichtsschreibung Bedeutendes leisteten.
Paulmy war (als Nachfolger von Gabriel Girard auf dem Fauteuil 11) Mitglied der Académie française (1748–1787), der Académie des sciences (1764) und der Académie des inscriptions et belles-lettres.